# Aloe modesta
Aloe modesta é uma espécie de liliopsida do gênero Aloe, pertencente à família Asphodelaceae.